# The Killing Moon
Singles de Echo and the Bunnymen
Never Stop
(1983) The Sound of Echo
(1984)
The Killing Moon est une chanson du groupe Echo and the Bunnymen issue de l'album Ocean Rain. Le single s'est classé à la 9e position dans les charts britanniques.
Le titre a été utilisé pour l'ouverture du film Donnie Darko, où le titre Never Tear Us Apart du groupe INXS était à l'origine prévu, mais le réalisateur du film Richard Kelly n'a pu obtenir les droits d'utilisation, ce dernier a alors opté pour The Killing Moon.
The Killing Moon a été repris plusieurs fois, par exemple par Pavement, Eva O, The Quakes, Grant-Lee Phillips, Nouvelle Vague, Matthew Sweet, Chvrches, et Susanna Hoffs... Le groupe brésilien Os Replicantes l'a adapté en portugais sous le titre A lua que mata.
Une des missions finales du jeu Cyberpunk 2077 : Phantom Liberty par CD Project RED se nomme "The Killing Moon" en référence à la chanson. Beaucoup de missions du jeu font référence à des titres de musique.

## Liste des titres
- 45 tours
  1. The Killing Moon - 5:43
  2. Do It Clean - 2:44

- Maxi 45 tours
  1. The Killing Moon (All Night Version) – 9:11
  2. The Killing Moon – 5:50
  3. Do It Clean (live at the Royal Albert Hall London 18 July 1983) – 2:45

## Classements
| Classement (1984)              | Meilleure position |
| ------------------------------ | ------------------ |
| Australie (ARIA)               | 96                 |
| Irlande (IRMA)                 | 7                  |
| Nouvelle-Zélande (RMNZ)        | 12                 |
| Royaume-Uni (UK Singles Chart) | 9                  |

## Certifications
| Pays              | Certification | Unités certifiées |
| ----------------- | ------------- | ----------------- |
| Royaume-Uni (BPI) | Or            | 400 000           |